# Talk Talk (Roman)
Talk Talk ist ein Roman des US-amerikanischen Schriftstellers T. C. Boyle aus dem Jahr 2006, der die Geschichte einer gehörlosen jungen Lehrerin als Opfer eines Identitätsdiebstahls erzählt. Ins Deutsche übersetzt wurde das Buch von Dirk van Gunsteren.
Der Erzählbogen hat Züge eines Thrillers. 

## Handlung
Die gehörlose Dr. Dana Halter unterrichtet an einem kalifornischen College für Gehörlose im Fach Literatur. Auf dem Weg zum College wird sie von der Polizei festgenommen, die ihr eine Menge schwerer Delikte – vom Autodiebstahl über Drogenmissbrauch – zur Last legt.
Nach einigen Tagen stellt sich heraus, dass Dana Opfer eines Betrügers geworden ist, der ihre Identität verwendet. Da die offiziellen Stellen ihr nicht helfen, macht sie sich mit ihrem Freund Bridger Martin, einem jungen Computerspezialisten, auf die Suche nach dem Betrüger.
Peck Wilson ist ein Hochstapler, der die Möglichkeiten der modernen Informations- und Konsumgesellschaft für seine Zwecke ausnutzt.
Der Roman wird abwechselnd aus den Perspektiven der drei Hauptpersonen erzählt.

## Rezeption
„Boyle schüttet in den besten Passagen ... seinen ganzen Spott und Hohn über eine Gesellschaft aus, in der nur Materielles zu zählen scheint (...) "Talk Talk" ist ein spannender Unterhaltungsroman. Hohe Literatur ist das Buch allerdings nicht.“

## Buch
- T. C. Boyle: Talk Talk. Aus dem Amerikanischen von Dirk van Gunsteren. Carl Hanser Verlag, München 2006, ISBN 3-446-20758-9.